# كونتية برشلونة
كونتية برشلونة هي كونتية حكمت مدينة برشلونة وأجزاءً من كاتالونيا ، تأسست الكونتية في عام 801 حينما استولى الملك لويس الأول على برشلونة وجعلها كونتية ضمن الثغر الإسباني واصبح الكونت بيرا أول حكام برشلونة، وبحلول القرن العاشر الميلادي أصبح حكام برشلونة مستقليين فعليا عن الحكم الفرنسي كما استطاع حكما برشلون من خلال المصاهرات ان يصبحوا حكاما على باقي كونتيات إقليم كتالونيا، وفي عام 1164 ورث الفونسو الثاني كونت برشلونة عرش مملك أرغون لتندمج بعدها كونتية برشلونة مع مملكة أراغون تحت ظل حاكم واحد.

## التأسيس
تعود بداية كونتية برشلونة إلى مطلع القرن الثاني الهجري (الثامن الميلادي)، عندما فتح المسلمون الأندلس واستولوا على كتالونيا إلى جانب معظم أقاليم مملكة القوط الغربيين، والتي تشمل اليوم شمال شرق إسبانيا وجنوب فرنسا. بحلول نهاية القرن الثامن، تمكَّن ملوك الإمبراطورية الكارولنجية (الفرنجة) من استرداد منطقة جبال البرانس وكتالونيا الفاصلة اليوم بين فرنسا وإسبانيا، فأسُّسوا فيها ما يعرف باسم الثغر الإسباني، وهي منطقة هدفها صدُّ هجمات المسلمين وحماية باقي أوروبا منها، وتفتَّت هذه المنطقة فيما بعد إلى دويلاتٍ عديدة، كانت كونتية برشلونة إحداها.

## حكم الفرنجة
سيطرت مملكة الفرنجة على المنطقة بعد سقوط مدينة جرندة في يدها عام 785، ثم في عام 801 عندما استولى لويس الورع على برشلونة وضمَّها إلى الفرنجة، وعند هذه المرحلة تأسَّست كونتية برشلونة كمقاطعة تابعة لدولة الفرنجة، وكان كونتها الأول هو بيرا الذي حكم منذ عام 801 إلى 820.
في البداية كانت سلطة الكونتية تؤول إلى الأرستقراطيّين المحليّين. رغم ذلك، فإنَّ السياسات التي تبناها بيرا والتي اتجهت إلى الإبقاء على علاقة ودية مع مسلمي الأندلس أدت إلى اتهامه بالخيانة العظمى، وبعد أن خسر محاكمة بالنزال (وفقاً للتقاليد القوطية) عُزِل عن منصبه وأعدم، وآل حكم الكونتية إلى نبلاء الفرنجة، ومنهم رامبون وبرنارد الأول ملك سبتمانيا. إلا إنَّ نبلاء القوط تمكنوا لاحقاً من حيازة ثقة ملك الفرنجة مجدداً، وجاء ذلك بتعيين سونيفرد كونتاً لبرشلونة عام 844.

## الاستقلال
بعد تفتت الثغر الإسباني إلى كونتيات صغيرة متفرّقة، أخذت الرابطة والتبعية التي كانت بين هذه الكونتيات وإمبراطورية الفرنجة المسؤولة عن تكونها تَضعفُ باستمرار. مع الوقت، بدأ حكام الكونتيات بتأسيس حكمٍ وراثي لسلالاتهم بالأمر الواقع، وتزامن ذلك مع بدء حركة تتجه إلى توحيد الكونتيات الصغيرة لتشكيل كيانات سياسية أكبر حجماً وأكثر قوة. وقد قاد حركة التوحيد هذه ابن سونيفرد ويلفريد المشعر، وهو آخر كونتٍ لبرشلونة عينه إمبراطور الفرنجة، منذ ذلك الوقت، أصبح حكم كونتية برشلونة متوارثاً بين آل سونيفرد. قتل ويلفريد فيما بعد أثناء معركةٍ له مع المسلمين، ورغم أنه قسَّم دولته بين أولاده عند موته، فقد بقيت هناك نواة موحَّدة للدولة تتألف من كونتيات برشلونة وأوسونا وجرندة.
ازدادت سلطة الفرنجة على الكونتيات ضعفاً خلال القرن العاشر الميلادي. في عام 985 (خلال عهد الكونت بورل الثاني)، هاجم ملك قرطبة محمد بن أبي عامر مدينة برشلونة وتمكَّن من الاستيلاء عليها ونهبها، ففرَّ بورل مع جنوده إلى جبال مونتسيرات، وأرسل من هناك إلى ملك الفرنجة يطلب منه مساعدته لصدّ المسلمين، إلا إنَّ هذا لم يرسل له أية مساعدات. في عام 988 انتهى عهد السلالة الكارولنجية في إمبراطورية الفرنجة، وجاءت مكانها سلالة الكابيتيّين، وقد اضطرَّ بورل عندها إلى إقسام الولاء لملك الفرنجة الجديد، إلا إنَّ ملك الفرنجة لم يستطع إبرام موافقته لأنه كان مشغولاً بحلّ نزاعٍ في شمال فرنسا، ولذلك تعد هذه أحياناً النقطة التي أصبحت عندها كونتية برشلونة مستقلَّة عن الفرنجة بحكم الأمر الواقع.
أخذت الكونتية بتوسيع مساحتها باستمرار، وبضمِّ المزيد من الكونتيات الأخرى صغيرة الحجم إليها شيئاً فشيئاً، وقد اتجه توسُّعها جنوباً نتيجة حربها مع المسلمين وإعادة إسكان المناطق المهجورة، مثل طراغونة. فيما بعد، استقال بورل من شئون الحكم، فخلفه بالحكم ابنه ريموند برانجيه الأول، وكان قد ولد لبورل وزوجته القوية إرميسيند من قرقشونة. تمكن ريموند من استعادة قوة الكونتية بقمع ثورات النبلاء المتمردين، وبتحالفه مع كونتات أورغل وبليارش، وبالاستيلاء على كونتيتي قرقشونة وريسز، وإعادة هيكلة المؤسسة القانونية في الدولة. للسماح بتقديم وثيقة أعراف برشلونة (مجموعة من العادات والتقاليد ازدادت حجماً في السنوات اللاحقة لتصبح دستوراً قانونياً). قرر ريموند عدم تقسيم دولته بين أبنائه مثل أسلافه، بل عوضاً عن ذلك رأى أن يورِّث حكم الدولة لابنيه معاً ليحكماها بالتشارك، وهما ريموند برانجيه الثاني وبرانجيه ريموند الثاني.
نشبت بلبلة لاحقاً بعد أن قتل ريموند الثاني في ظروفٍ غامضة، مما أدى إلى اتهام أخيه الذي يشاركه بالحكم برانجيه الثاني بتدبير مكيدة لقتله، وانتهى الأمر بأن اعتزل برانجيه الحكم وذهب مع الحملة الصليبية الأولى وتوفي خلالها، فورث الحكم من بعده ابن أخيه المقتول ريموند، وهو ريموند برانجيه الثالث. تمكَّن ريموند الثالث من توسيع حدود الكونتية، فغزا أجزاءً من كونتية أمبورياس، وحاول كذلك غزو جزيرة ميورقة، إلا إنَّه انسحب منها بسبب بدء تقدم جيوش المرابطين في الأندلس وتهديدها لحدوده. كذلك حاز ريموند بالوراثة حكم كونتية بيسالو وكونتية جزيرة سردينيا، وهكذا بدأ تدريجياً بتشكيل دولةٍ تشبه في حدودها دولة كتالونيا القديمة. كذلك توسَّع ريموند باتجاه لاردة، وأعاد إسكان المناطق الحدودية التي كانت قد هُجِرت منذ زمن، وكذلك تمكَّن عبر زواجٍ من حيازة حكم كونتية بروفنس وتوسيع حدوده وراء جبال البرانس.

## الاتحاد مع أراغون

دوقية برشلونة في عهد ريموند براجنيه الرابع

ورث الحكم عن ريموند الثالث ابنه ريموند برانجيه الرابع، وقد تزوج هذا من بيترونيلا ملكة أراغون، مما أدى إلى نشوء اتحادٍ بين كونتية برشلونة ومملكة أراغون. ظلَّ ريموند الرابع نتيجة هذا حتى وفاته كونتاً لبرشلونة وأميراً لأراغون في الآن ذاته، وأما ابنه ألفونسو الثاني فقد أصبح أول ملكٍ لأراغون وكونتاً لبرشلونة في نفس الوقت، وانبثقت في عهده الدولة الجديدة التي نشئت عن اتحاد أراغون وبرشلونة، وهي تاج أراغون، وأصبح كونت برشلونة منذ ذلك لقباً يتوارث بين ملوك تاج أراغون. ورغم هذا الاتحاد، فقد حافظت كلال الدولتين (برشلونة وأراغون) على شيءٍ من الحكم الذاتي، فاحتفظ بتشريعاتها وعملتها وعاداتها ومؤسساتها الخاصَّة بها.
بعد الاتحاد، بقيت كونتية برشلونة محافظة على قانونها وتشريعاتها الخاصة بها حتى عام 1714، عند صدور مراسيم نويفا بلانتا على إثر الحرب الأهلية الإسبانية. منذ ذلك الحين، انتهى وجود كونتية برشلونة نهائياً ككيانٍ سياسي مستقل. وأما لقب كونت برشلونة، فقد آل أمره إلى ملوك العرش الإسباني بعد أن منحه الملك خوان كارلوس الأول إلى والده خوان دي بوربون في السبعينيات، وقد أصبح الآن لقباً ملكياً متوارثاً.